# Evans Peak
Der Evans Peak ist ein 3950 m hoher und markanter Berggipfel im westantarktischen Ellsworthland. Er ragt 5 km ostnordöstlich des Mount Ostenso in der Sentinel Range des Ellsworthgebirges auf.
Die geologische Mannschaft der University of Minnesota, die zwischen 1963 und 1964 eine Expedition in die Berge der Sentinel Range unternahm, benannte den Gipfel nach dem Geologen John Evans, einem Teilnehmer der Expedition.